# 波代諾內省
波代諾內省 （Provincia di Pordenone）是意大利弗留利-威尼斯朱利亞的一個省。面積2,273平方公里，2004年人口286,307人。首府波代諾內。
下分51市鎮。